# Lunndörrsstugan

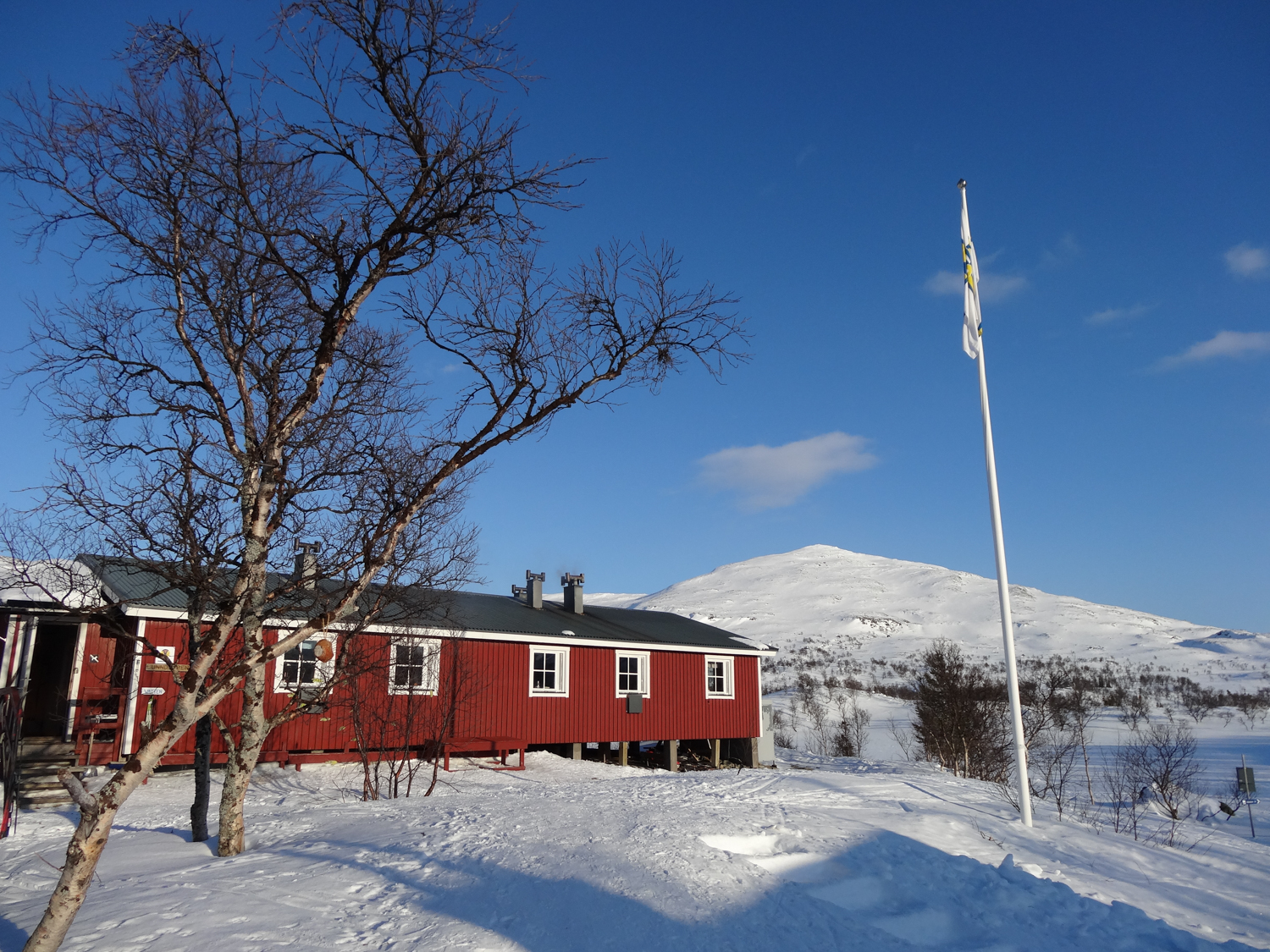
Lunndörrstugan med fjället Saanta bakom

Lunndörrsstugan är en fjällstuga i Lunndörrsfjällen som drivs av Svenska turistföreningen. Stugplatsen ligger i östra delen av Vålådalens naturreservat strax söder om Lunndörrspasset

## Stugplatsen
Lunndörrstugan ligger på gränsen mellan kalfjället och fjällbjörkskogen strax intill Lunndörrstjärnen. Stugplatsen består av ett hus med 25 bäddar i 6 rum samt köksdel. Intill finns även en Stugvärdsstuga med säkerhetsrum som även är öppet utanför säsong. 

## Vandringsleder
Från Stugan finns vandringsleder till Vålådalen, Vallbo, Anarisstugan, Vålåstugan samt Tossåsen